# Kaltbrunnental
Das Kaltbrunnental, (schweizerdt. Chaltbrunnetal) erstreckt sich mit bis zu 60 m hohen, steilen Felswänden von Meltingen entlang des Ibach bis zu dessen Mündung in die Birs beim Chessiloch.

## Geografie
Das Einzugsgebiet des Kaltbrunnentals umfasst die Ortschaften:
- Nunningen, Zullwil, Meltingen, Fehren, Breitenbach und Himmelried im  Schweizer Kanton Solothurn
- Brislach und Grellingen im Schweizer Kanton Basel-Landschaft

## Geschichte
Das Kaltbrunnental besitzt auf kleinem Raum eine Vielfalt von Erscheinungen der Karstlandschaft wie verschwindende Bäche (Bachschwinden), Quellen und Höhlen mit dazugehörigem Röhrensystem. Es hat deshalb nicht nur unsere prähistorischen Vorfahren angezogen, sondern auch immer wieder Archäologen und Höhlenforscher. So führte Theodor Schweizer 1948/1949, 1950 und 1954 wichtige Forschungen durch. Am Ausgang des Tales liegt das Chessiloch, das aufgrund der Wappenanlage aus dem Ersten Weltkrieg bekannt wurde.

## Höhlen mit prähistorischen Fundstellen

### Heidenküche
Die Heidenküche befindet sich 10 Minuten zu Fuss vom Chessiloch taleinwärts auf der rechten Ufer des Ibachs, 13 m über dem Bachbett auf dem Gebiet der Gemeinde Himmelried SO. Die 1883 von J.B. Thiessing ausgegrabene Höhle gehört neben dem Kesslerloch und der Höhle bei Liesberg zu den ersten in der Schweiz entdeckten Fundstellen der Altsteinzeit. Es konnten Begehungen während des späten Magdaléniens nachgewiesen werden.

### Kohlerhöhle
Die Kohlerhöhle wurde nach dem aus Grellingen stammenden jungen Heinz Kohler benannt, der im Spätherbst 1934 durch die ca. 40 cm hohe Oeffnung hindurchschüpfen konnte. In der Folge wurde diese durch Kohler, Karl Lüdin aus Basel und dem Lehrer aus Grellingen Emil Kräuliger (1879–1950) systematisch erforscht. Die Höhle liegt gegenüber der Heidenküche, am linken Ibachufer, 6 m über dem Bachbett auf dem Gebiet der Gemeinde Brislach BL. Sie wurde 1934 von Heinz Kohler, Grellingen, entdeckt. In der unteren Fundschicht konnten prähistorische Begehungen durch den Neandertaler vor mehr als 30.000 Jahren nachgewiesen werden und in der oberen Fundschicht Begehungen während des späten Magdaleniens.

### Kastelhöhle
Die Kastelhöhle erreicht man nach 10 Minuten zu Fuss von der Kohlerhöhle talaufwärts auf der rechten Talseite, 30 m über dem Bachbett auf dem Gebiet der Gemeinde Himmelried (Schindelboden). Sie wurde 1948 von Walter Keller, Allschwil, entdeckt. In der unteren Fundschicht konnten prähistorische Begehungen durch den Neandertaler vor mehr als 30.000 Jahren nachgewiesen werden, in der mittleren Fundschicht fand man den ersten Nachweis des anatomisch modernen Menschen (Homo sapiens) in der Schweiz im älteren Magdalenien und in der oberen Fundschicht Begehungen während des späten Magdaleniens.

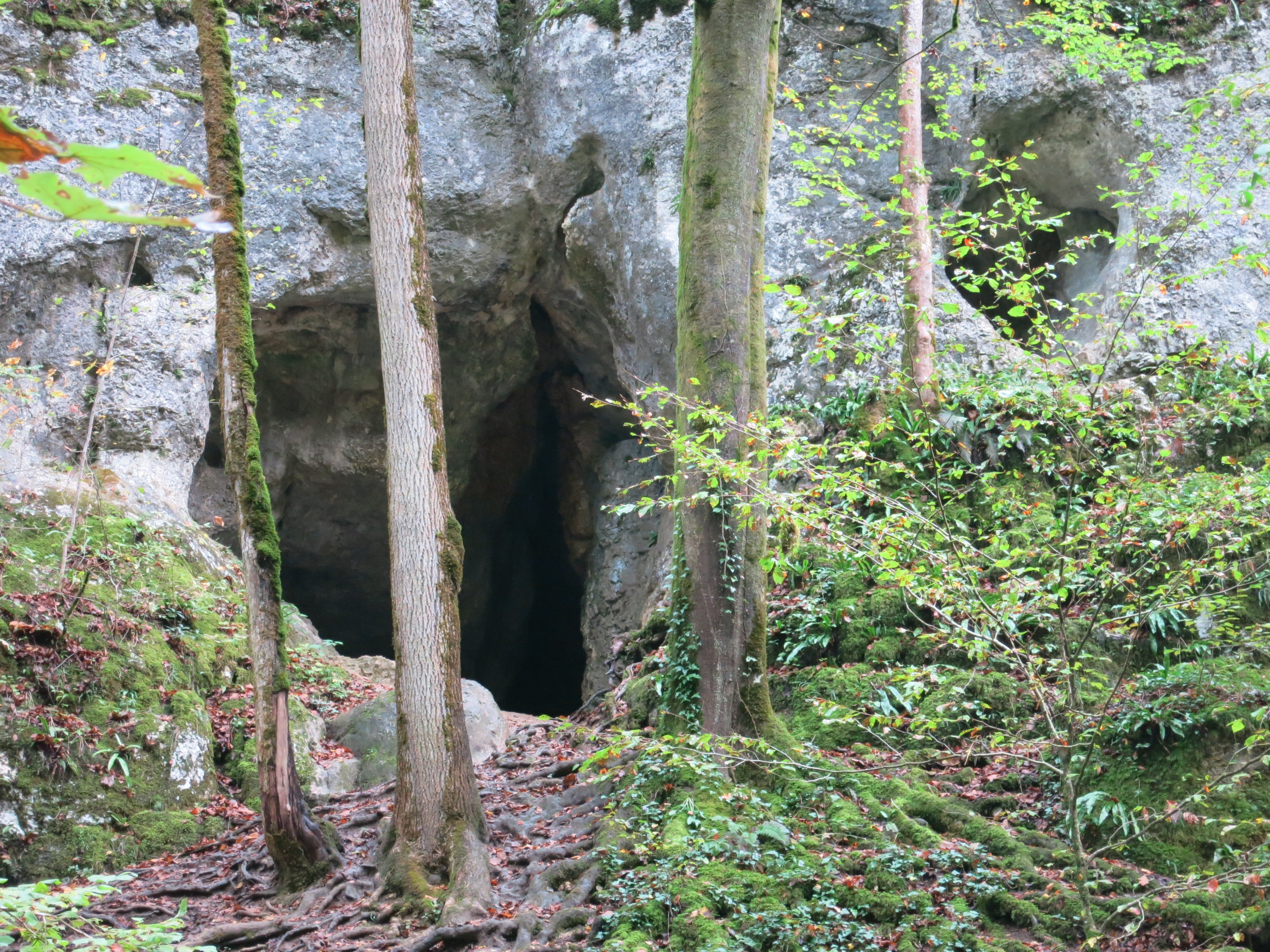
Heidenküche
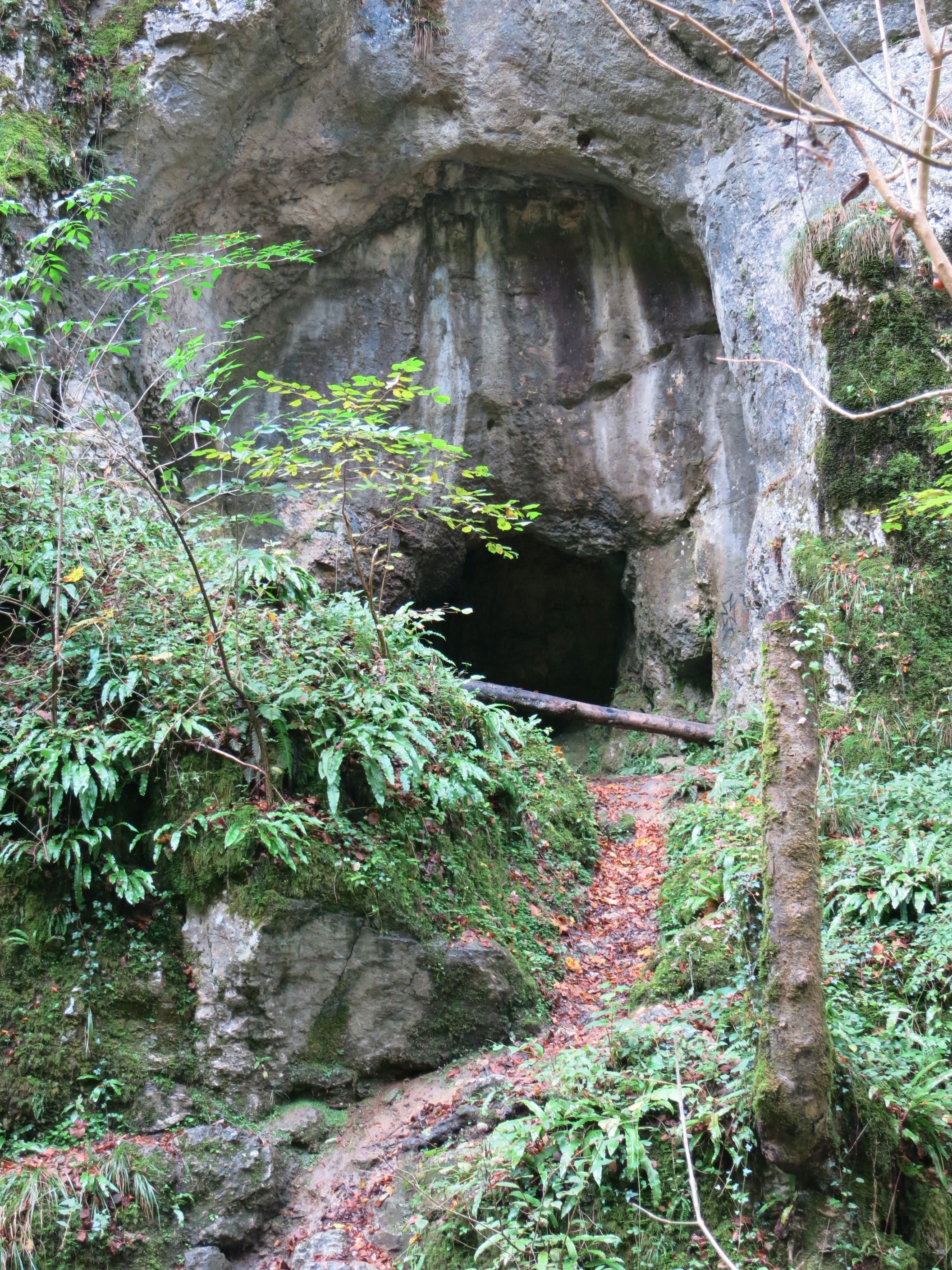
Kohlerhöhle
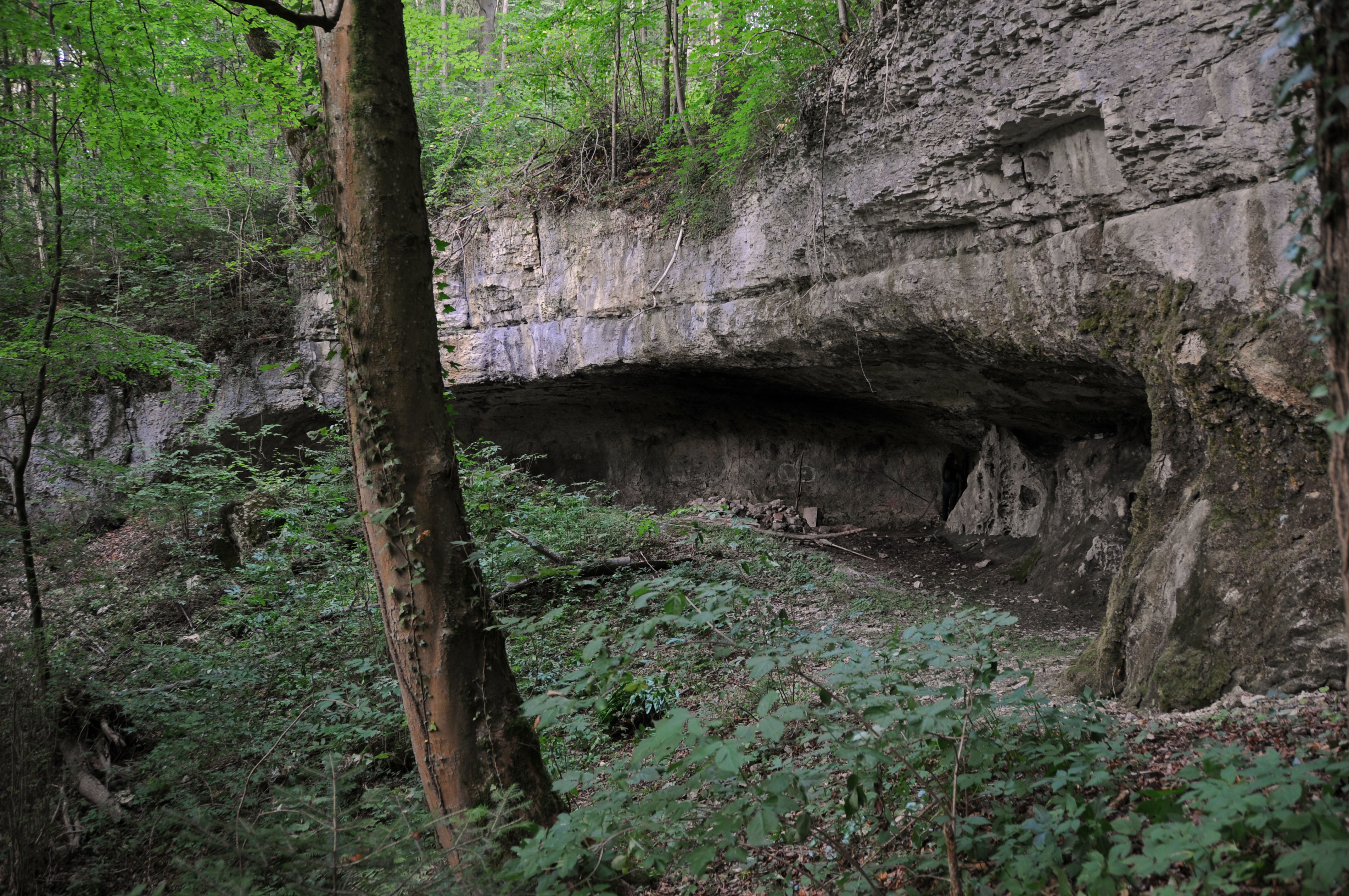
Kastelhöhle

## Karstlehrpfad Kaltbrunnental-Brislachallmet
Der 9,5 km lange Karstlehrpfad führt von Zwingen Richtung Schälloch, durch die Brislachallmet ins Kaltbrunnental und von Chessiloch nach Grellingen, ist mit weissen Wegweisern ausgeschildert und informiert mit Schautafeln über die Vielfalt der Karstlandschaft, die prähistorischen Höhlenfunde und die Höhlenforschung. Er wurde vom lokalen Höhlenforscherverein initiiert und wird vom Verein Karstlehrpfad Kaltbrunnental-Brislachallmet unterhalten. Neben den Höhlen im Kaltbrunnental, die seit langem als Fundstellen prähistorischer Besiedlung bekannt sind, kommt man am Bättlerloch vorbei, der längsten Höhle der Nordwestschweiz.

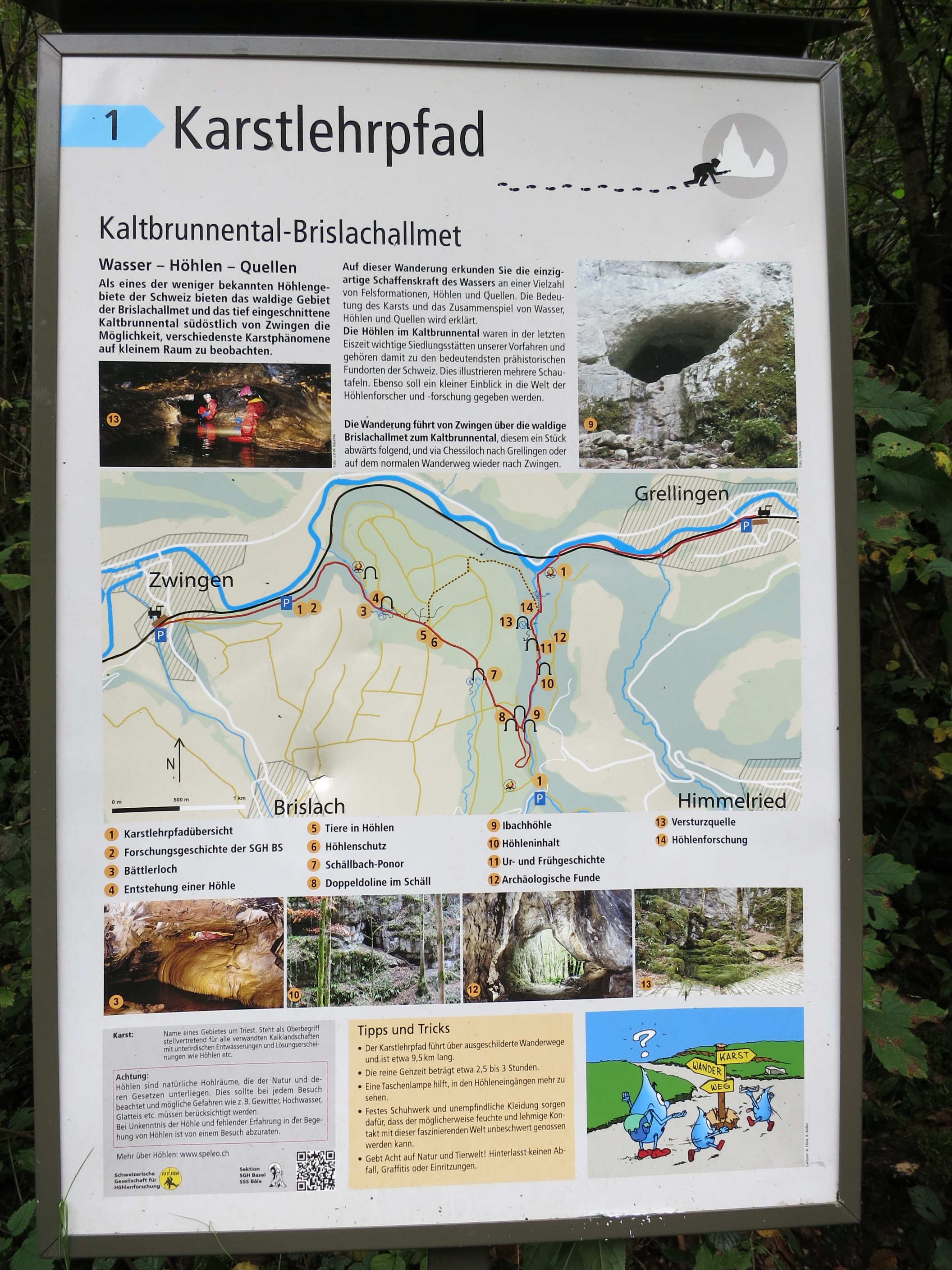
Karstlehrpfad Übersicht
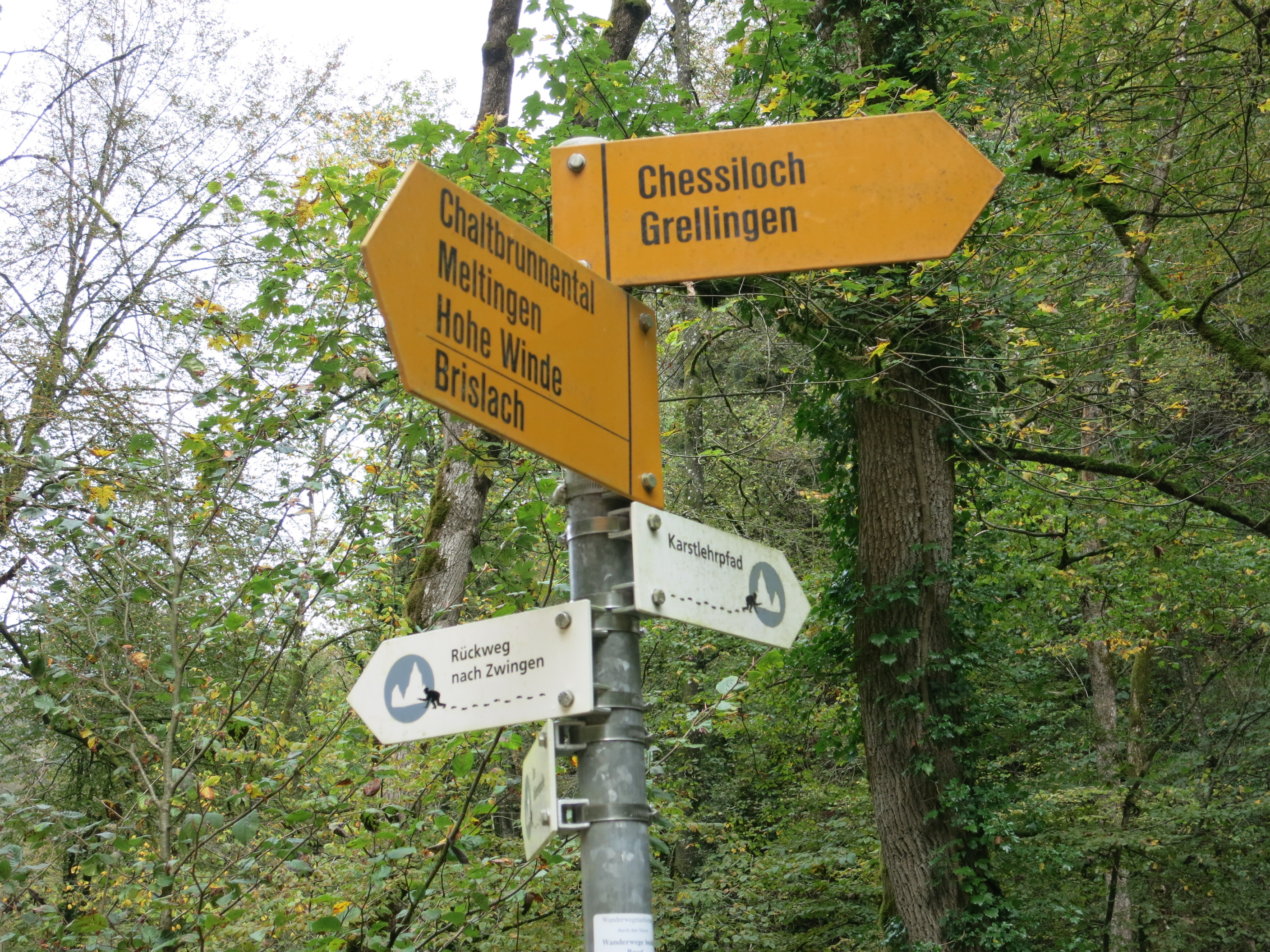
Weisse Wegweiser Karstlehrpfad
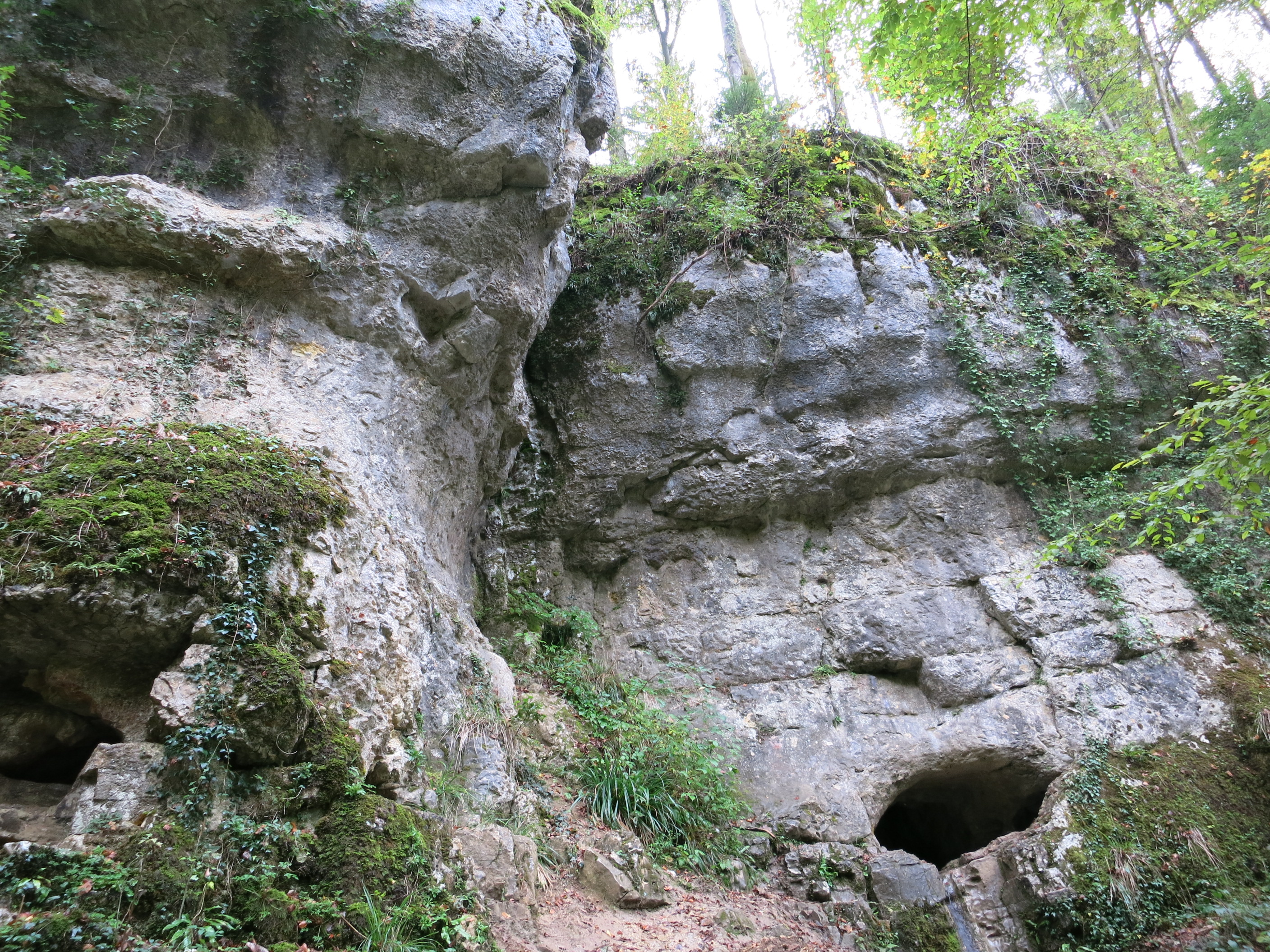
Ibachhöhle, Tafel 9
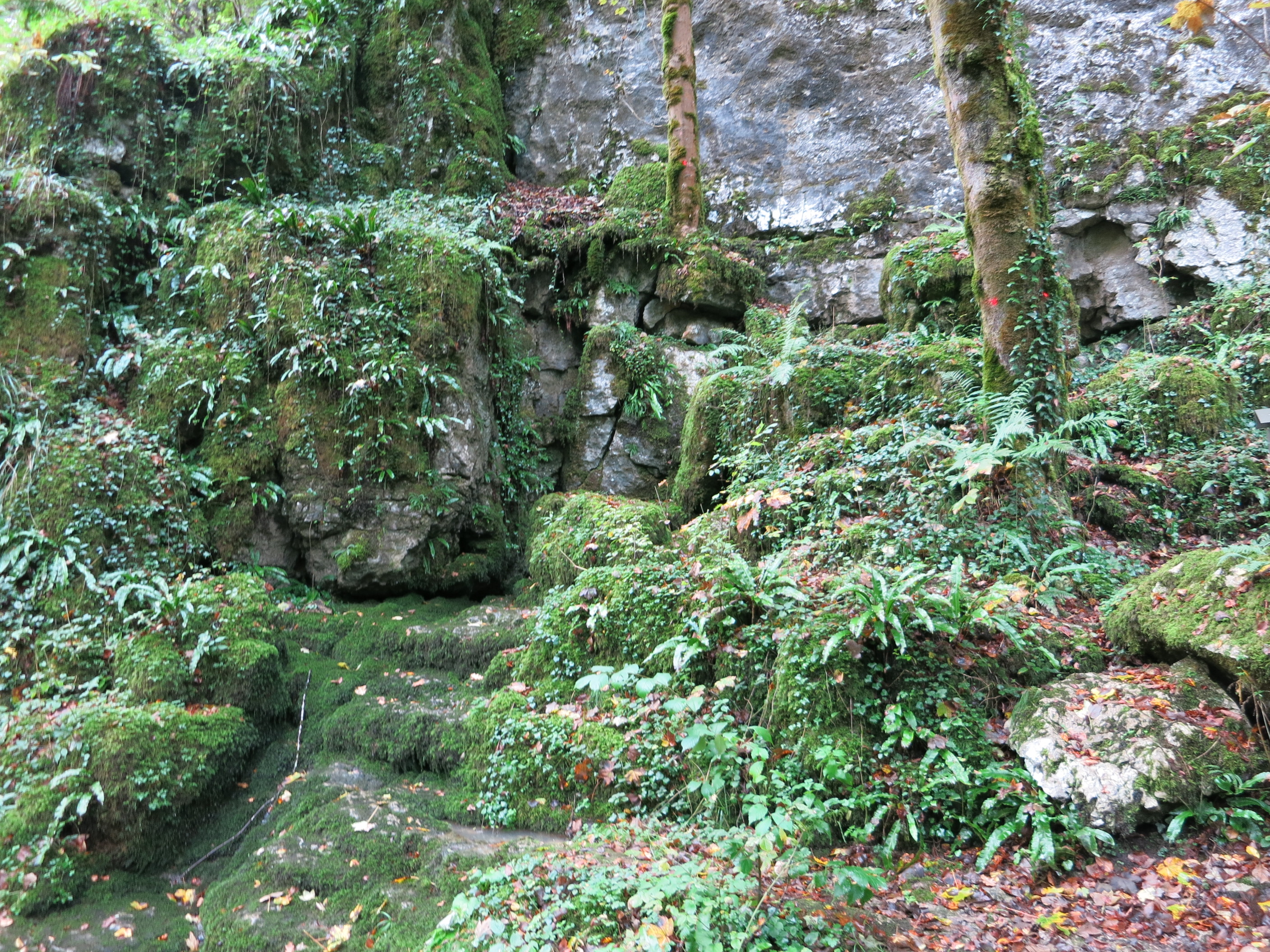
Versturzquelle, Tafel 13